# Plouarzel
Plouarzel egy település Franciaországban, Finistère megyében. Területén található az ország szárazföldi részének legnyugatibb pontja, a Pointe de Corsen. Lakosainak száma 3987 fő (2022. január 1.). Plouarzel Lanrivoaré, Brélès, Lampaul-Plouarzel, Ploumoguer és Saint-Renan községekkel határos.

## Népesség
A település népességének változása:
| Lakosok száma | 1915 | 2003 | 2042 | 3205 | 3713 | 3690 | 3715 | 3854 | 3924 | 3987 |
|               | 1968 | 1982 | 1990 | 2006 | 2013 | 2015 | 2017 | 2019 | 2020 | 2022 |